# Hemimycale columella
Hemimycale columella är en svampdjursart som först beskrevs av James Scott Bowerbank 1874. Enligt Catalogue of Life ingår Hemimycale columella i släktet Hemimycale och familjen Hymedesmiidae, men enligt Dyntaxa är tillhörigheten istället släktet Hemimycale och familjen Phoriospongidae. Arten är reproducerande i Sverige. Inga underarter finns listade i Catalogue of Life.

## Bildgalleri

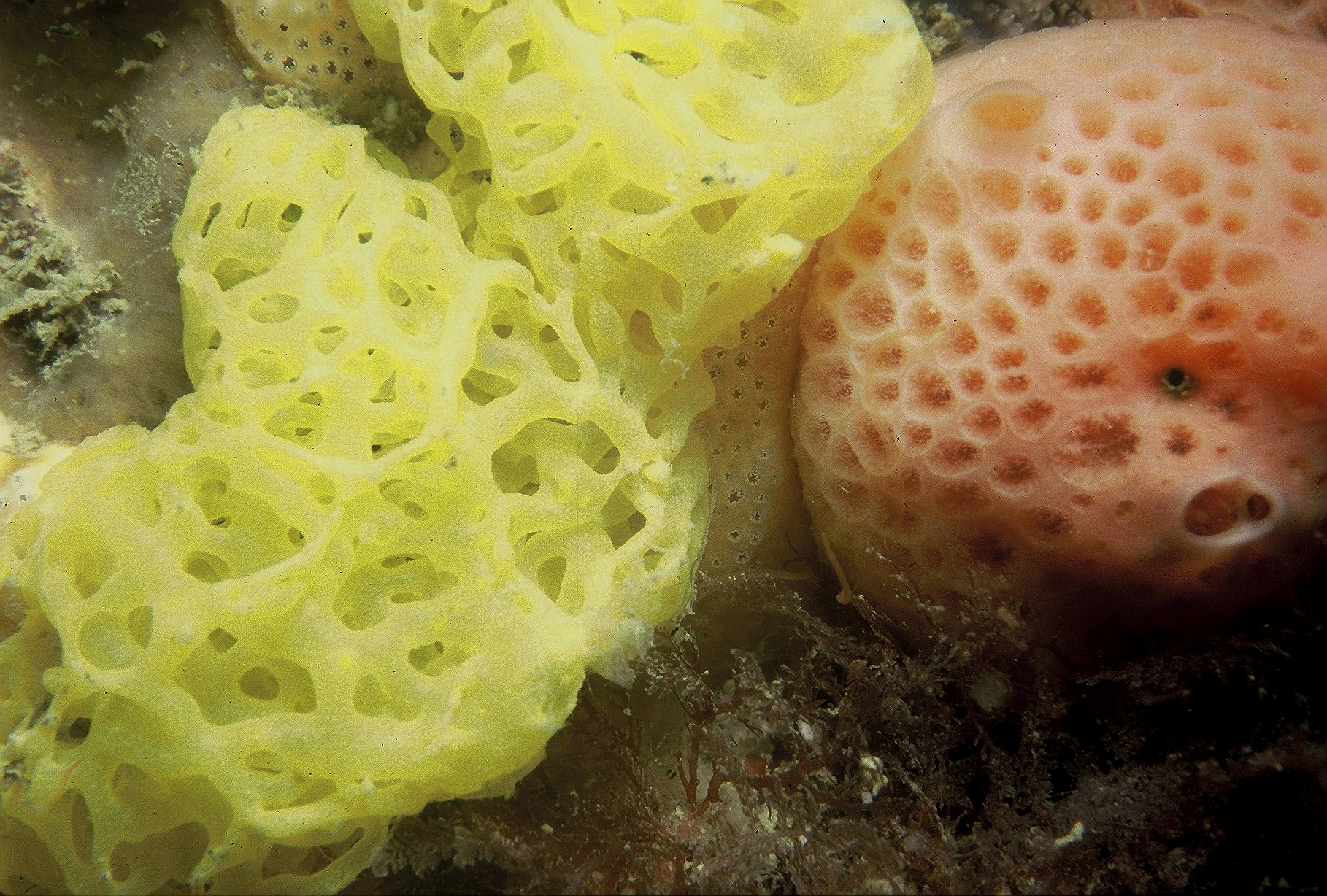
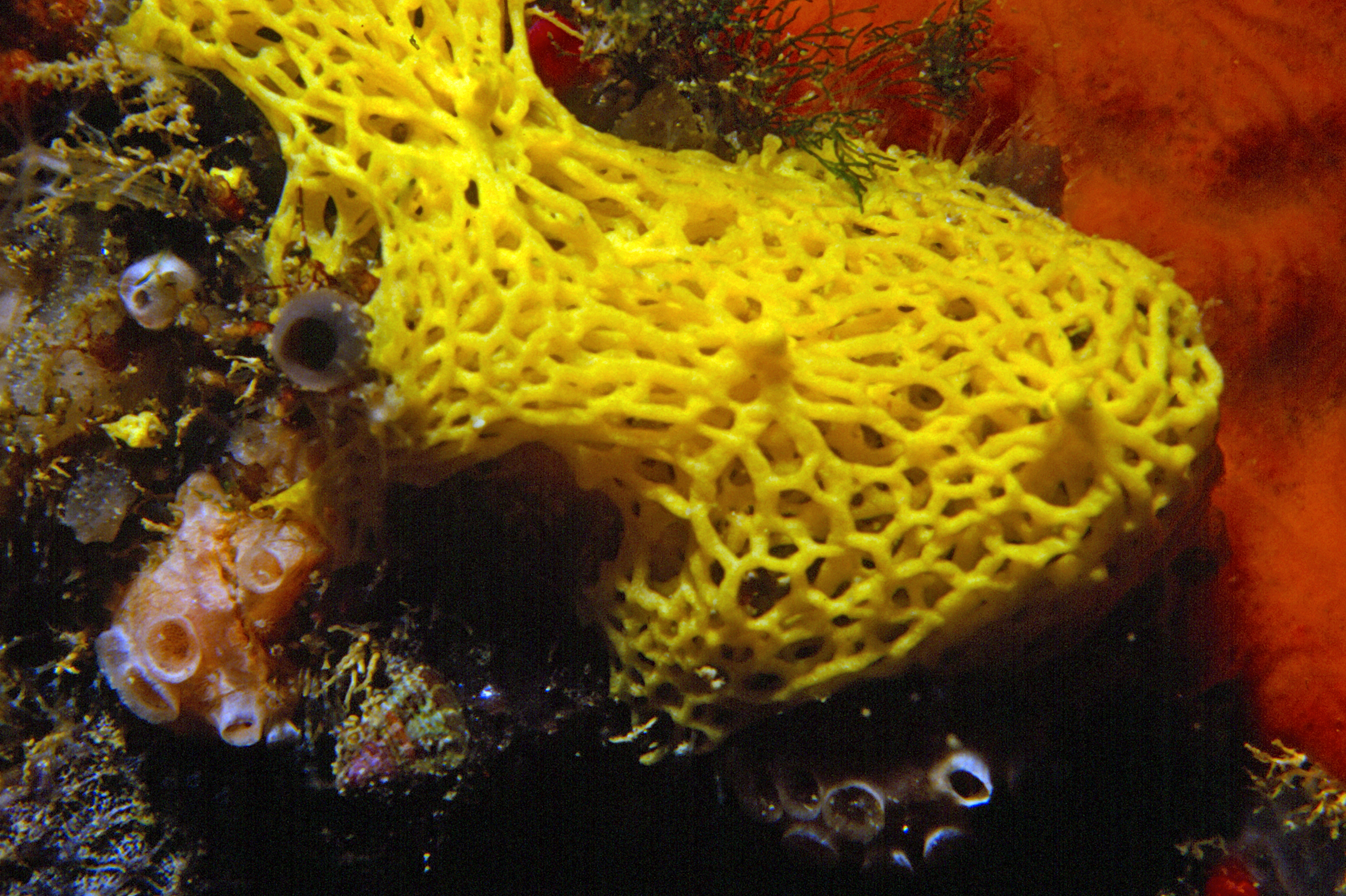
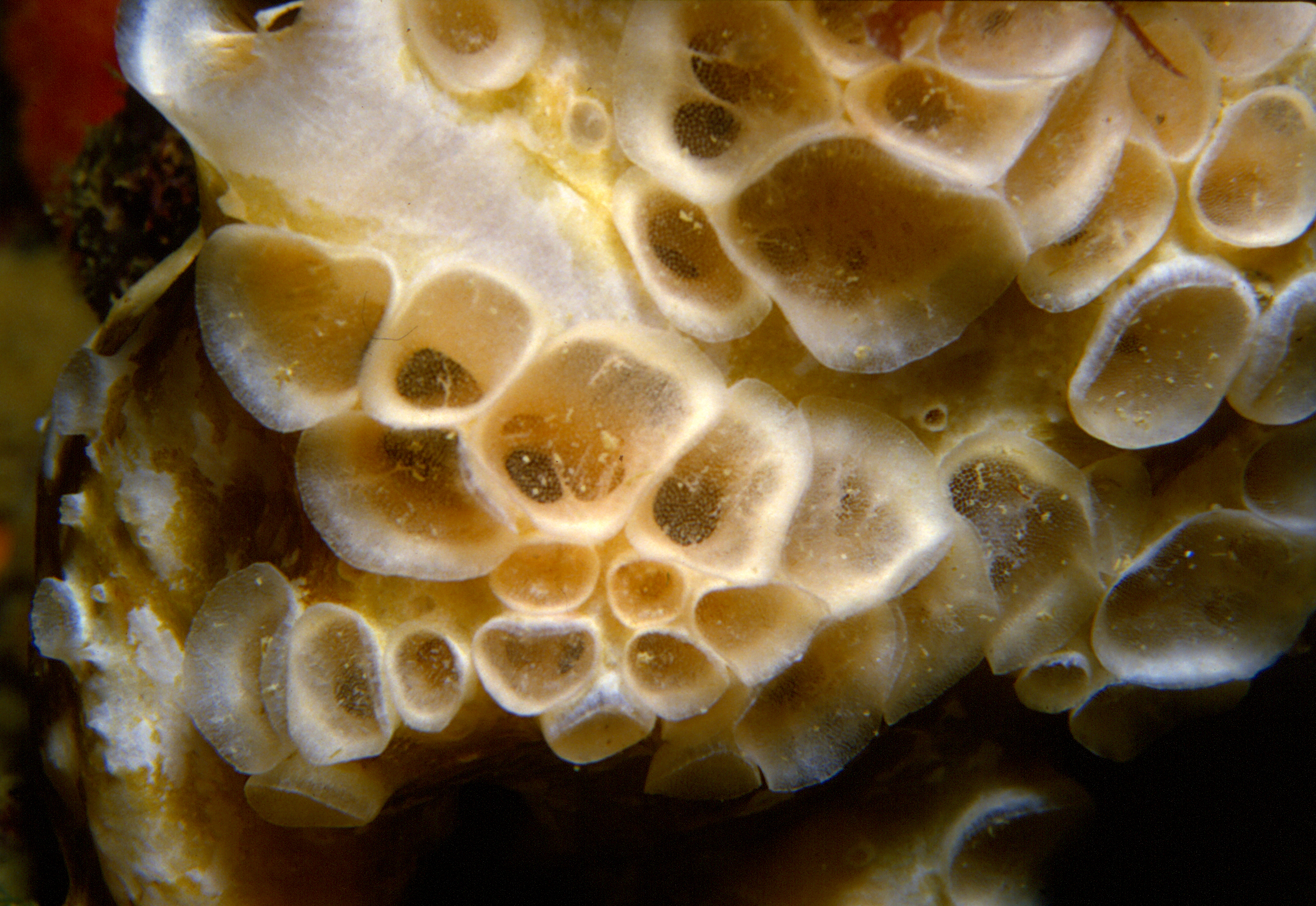
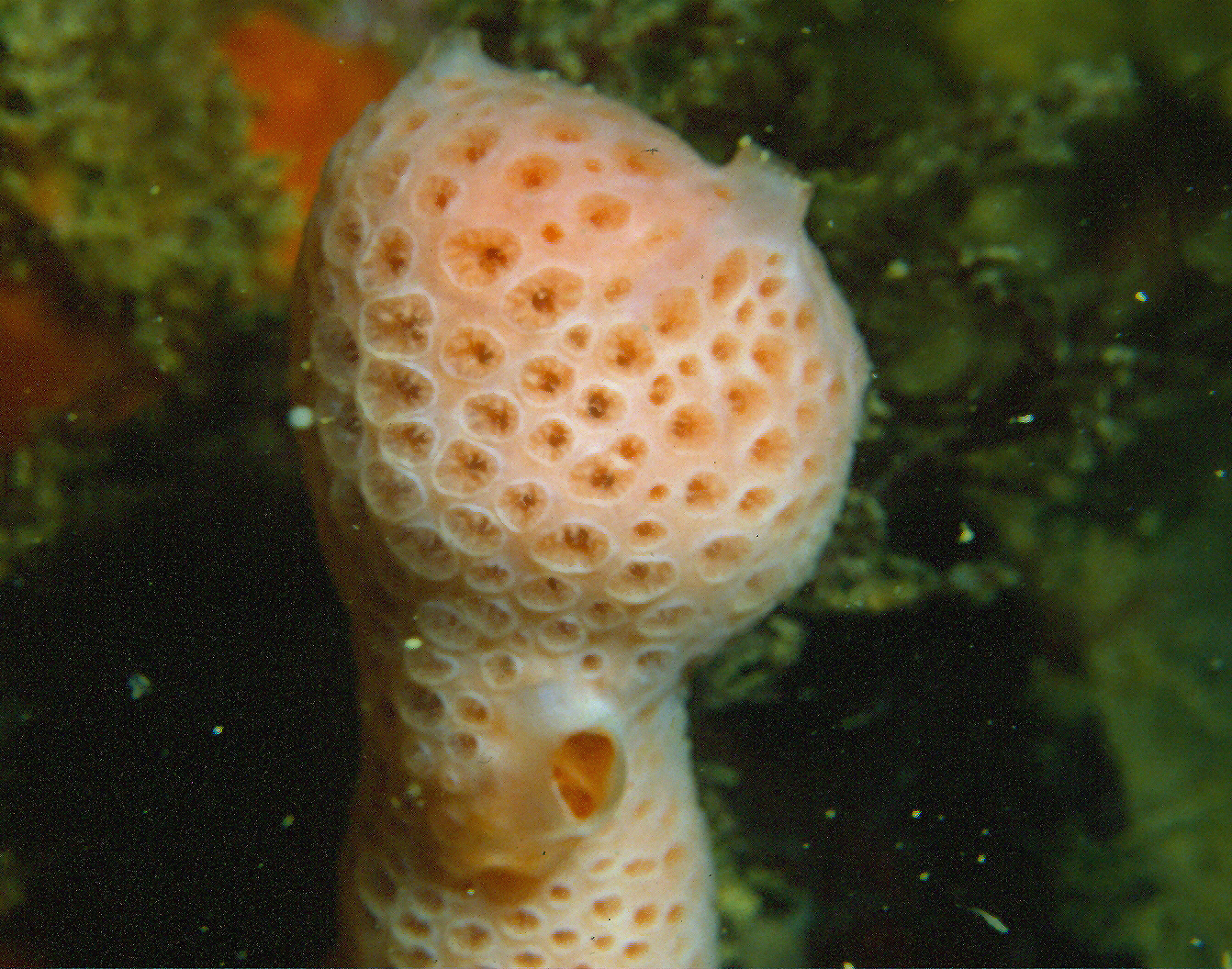
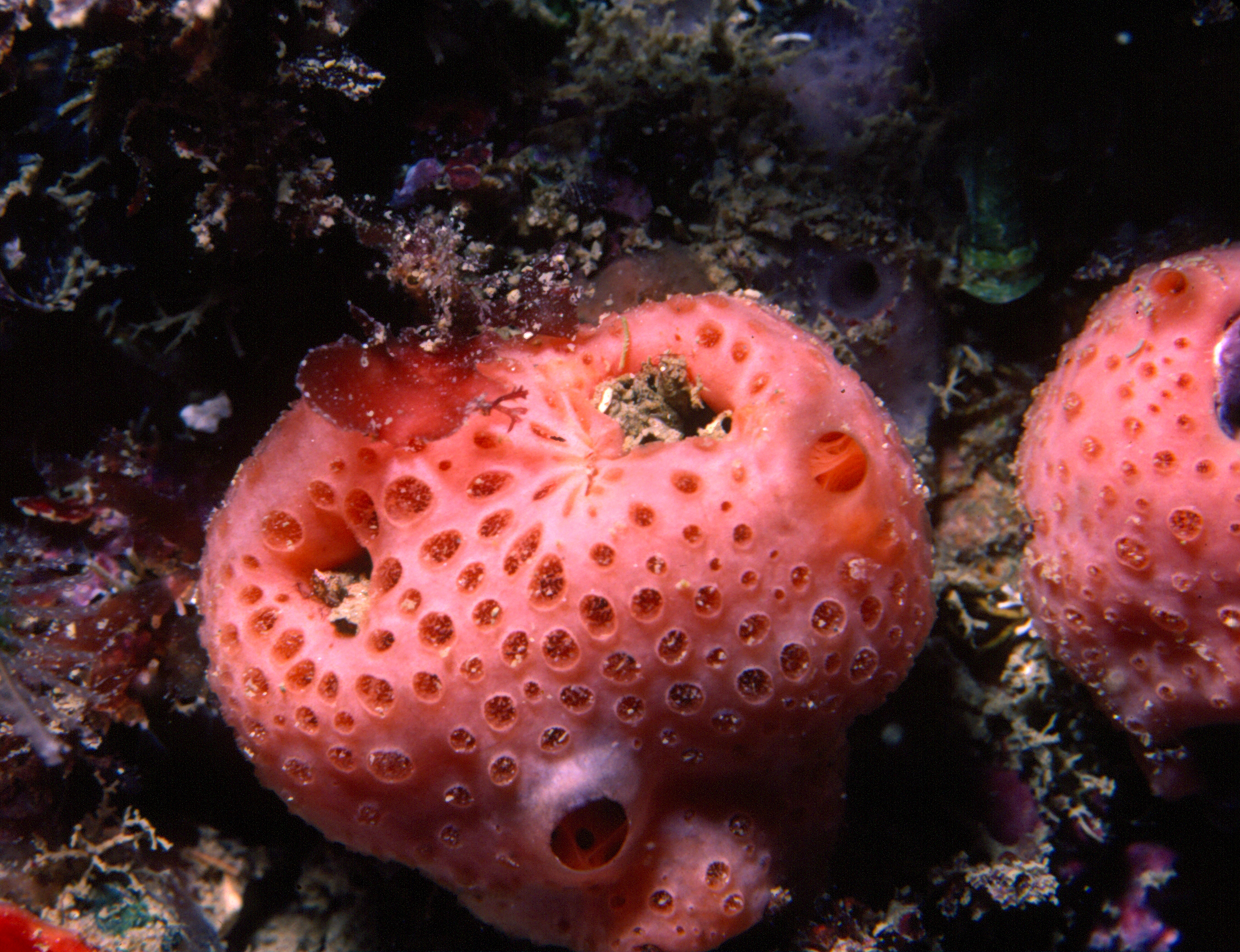